# Sphaerolana karenae
Sphaerolana karenae är en kräftdjursart som beskrevs av Rodriguez-Almaraz och Bowman 1995. Sphaerolana karenae ingår i släktet Sphaerolana och familjen Cirolanidae. IUCN kategoriserar arten globalt som sårbar. Inga underarter finns listade i Catalogue of Life.